# باسه‌کو کویاته

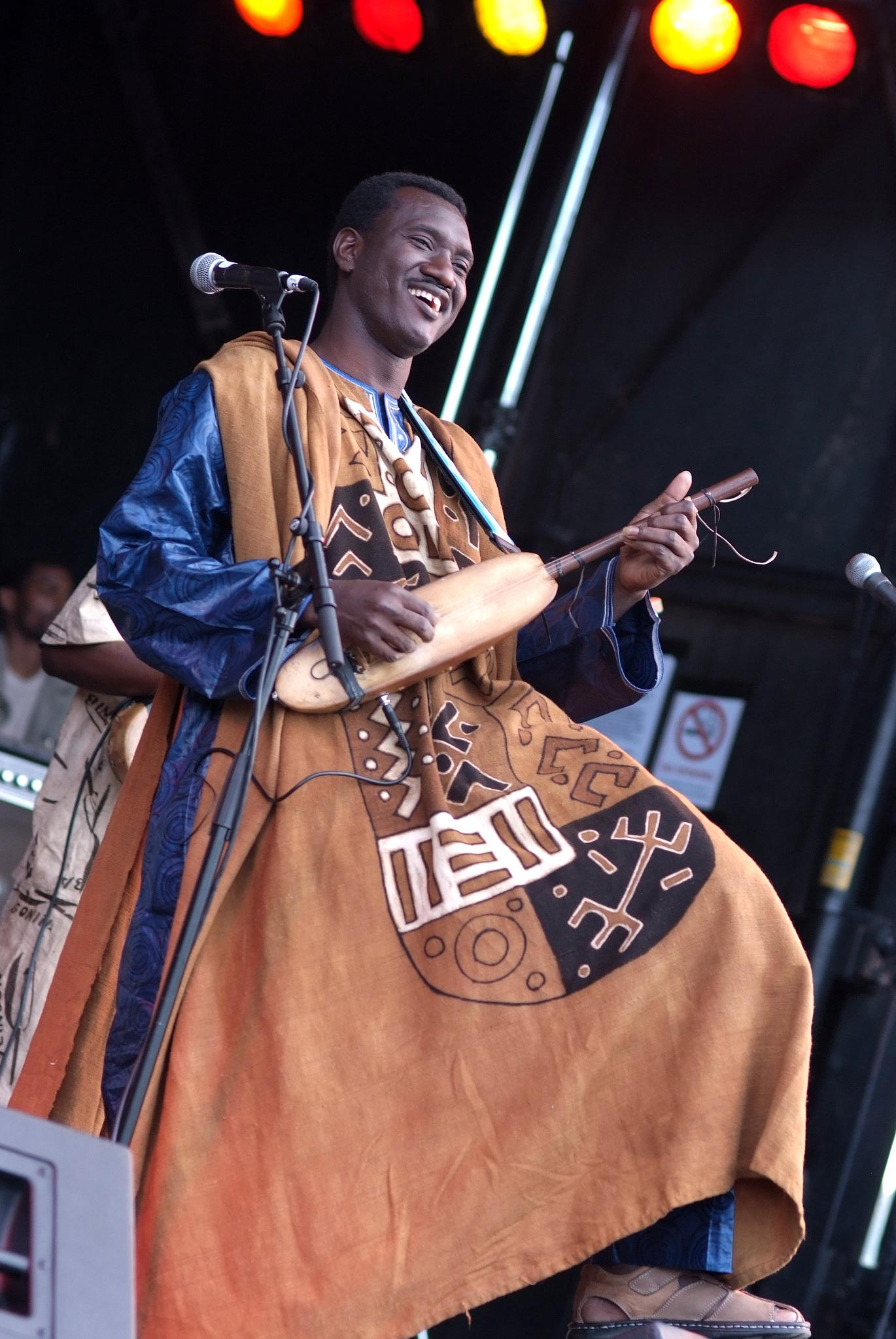
اجرای زنده در سال ۲۰۰۸

باسه‌کو کویاته (به انگلیسی: Bassekou Kouyaté) (زاده ۱۹۶۶ گرانه) موسیقی‌دان و نوازنده اهل مالی است. گروه موسیقی وی به نگونی با معروف است. وی یکی نگونی‌نوازان بنام است. نگونی ساز سنتی مردم غرب آفریقا است.
در سال ۱۹۶۶ در گرانه، در باروئلی سرکل، در ۶۰ کیلومتری سگو به دنیا آمد. از دوازده‌سالگی شروع به نواختن نگونی کرد. در اواخر دههٔ هشتاد میلادی به باماکو نقل مکان کرد. در آنجا با نوازندهٔ کورا، تومانی دیاباته ملاقات کرد که این ملاقات به همکاری در چندین آلبوم منجر شد. همین‌طور در تعدادی از آثار علی فارکا توره و تاج محل هم ظاهر شد که به او کمک کرد تا توجه بین‌المللی را به خود جلب کند.
در باماکو او همسرش آمی ساکو را نیز ملاقات کرد که همراه او گروه نگونی با ((به انگلیسی: Ngoni Ba)، نام واقعی: Ngoni Batitle، به معنی نگوبی بزرگ) را پایه‌گذاری کرد. علاوه بر باسه‌کو و همسرش، این گروه شامل دو طبال و سه نگونی‌نواز می‌شد.
اولین آلبوم وی سگو بلو بود که در سال ۲۰۰۷ به صورت بین‌المللی منتشر شد. این آلبوم برای او موفقیت بین‌المللی را به همراه داشت به‌طوری که جایزهٔ موسیقی بی‌بی‌سی را نیز در سال ۲۰۰۸ برای او به همراه داشت. وی همچنین در چندین کشور اروپایی کنسرت برگزار کرد. وی هم‌اکنون همراه با بلا فلک تور برگزار می‌کند.
وی در خانواده‌ای هنرمند رشد و نمو کرد. پدر وی، مصطفی کویاته هم یک نگونی‌نواز بود. همین‌طور مادر وی، یاگاره دامبا یک خواننده مذهبی بود. همسر وی، آمی ساکو، نیز موسیقی‌دان است و در گروه او موسیقی موسیقی می‌نوازد.
علاوه بر این است که وی یکی از هفت نگونی‌نواز تکنیکی بزرگ است، مبتکر در موسیقی سنتی گریوت نیز هست. از ابتکارات تکنیکی وی افزودن سیم‌های ساز و همین‌طور افزودن تقویت‌کنندهٔ الکتریکی (امپلی‌فایر) به آن است. او همین‌طور برای اولین بار به سبک سازبندی همنوازی چهار نگونی با محدودهٔ آوازی متفاوت با هم پرداخت (تا قبل از آن به‌طور معمول حداکثر یک یا دو ساز با هم همنوازی می‌کردند). وی از طریق همکاری‌هایش با موسیقی‌دانانی نظیر تاج محل به دنبال رسیدن به ریشه‌های افریقایی-امریکایی موسیقی بلوز است.

## ترانه‌شناسی
- همکاری با تومانی دیاباته:
  - ۱۹۸۹ - سونقای (به انگلیسی: Songhai)
  - ۱۹۹۵ - ژلیکا (به انگلیسی: Djelika)
- همکاری با علی فارکا توری:
  - ۲۰۰۶ - ساوانه (به انگلیسی: Savane)
- باسه‌کو کویاته و نگوبی با:
  - ۲۰۰۷ - سِگو بلو (به انگلیسی: Segu Blue)
  - ۲۰۰۹ - من به فولانی حرف می‌زنم (به انگلیسی: I speak Fula)

## جوایز
- ۲۰۰۸ - جایزهٔ شبکهٔ بی‌بی‌سی۳ برای موسیقی ملل - آلبوم سال و هنرمند آفریقایی سال.[۵]

## پی‌نوشت
1. 1 2  Frank Bessem's Musiques d'Afrique: Bassekou Kouyate بایگانی‌شده  در ۲۲ اوت ۲۰۱۱ توسط Wayback Machine
2. 1 2 3 4 5  Fly Global Music, Marc 10, 2007: Bassekou Kouyaté - Blue Like a River to a Desert بایگانی‌شده  در ۲۸ ژوئیه ۲۰۱۱ توسط Wayback Machine
3. ↑  Dacks, David (March 2010). "Ngoni Hero Bassekou Kouyaté". Exclaim!. Archived from the original on 9 July 2012. Retrieved 11 August 2011.
4. ↑  Bassekou Kouyate
5. ↑  BBC3 Awards for World Music winners 2008